# Ніч Юрія
Ніч Юрія — міжнародне свято, що відзначається щороку 12 квітня в пам'ять про перший політ людини в космос. Свято отримало назву від імені Юрія Гагаріна, який вперше побував у відкритому космосі на кораблі Восток-1 12 квітня 1961 року. Мета Ночі Юрія полягає у підвищенні публічного інтересу до дослідження космосу та у надиханні нових поколінь досліджувати космос.
Ніч Юрія започаткували Лоретта Гідальго, Джордж Т. Вайтсайдс і Тріш Ґарнер. Першу Ніч Юрія святкували 12 квітня 2001 року з нагоди 40-ї річниці польоту людини в космос.
2004 року святкування відбулось у 34 країнах із проведенням 75-ти заходів. Святкування відбувались в Лос-Анджелесі, Стокгольмі, Антарктиці, Сан-Франциско, Тель-Авіві, Токіо та на Міжнародній космічній станції. Святкування у Лос-Анжелесі відвідали понад 100 відомих особистостей, включаючи Рея Бредбері, космічного туриста Деніса Тіто, засновника X-Prize Пітера Діамандіса, Ланса Баса з *NSYNC та Нішель Нікольс — акторки телесеріалу Стар Трек.
Святкування 2007 року відбувалось у Сан-Франциско у Дослідницькому центрі Еймса (NASA). В ангарі для космічних кораблів відбувались художні інсталяції та демонстрації новітніх технологій.
12 квітня 2011 року святкувалась 50-та річниця польоту Гагаріна.